# Eustala oblonga
Eustala oblonga là một loài nhện trong họ Araneidae.
Loài này thuộc chi Eustala. Eustala oblonga được Arthur Merton Chickering miêu tả năm 1955.